# Craig Klass
Edward Craig Klass (Wiesbaden, 20 giugno 1965) è un ex pallanuotista statunitense, vincitore di una medaglia d'argento alle olimpiadi di Seul 1988.